# Шори, Девиндер
Деви́ндер Шо́ри (англ. Devinder Shory; р. 3 августа 1958 в Барнале (Пенджаб, Индия)) — канадский политик, представлявший избирательный округ Северо-Восток Калгари как федеральный депутат парламента.
Впервые был избран на канадских федеральных выборах 2008 как член Консервативной партии.

## Обвинение в ипотечном мошенничестве
В мае 2010 он был упомянут в судебном процессе, начатом Bank of Montreal в связи с подозрительной схемой ипотеки. По судебным документам, полученным Си-Би-Си, Шори совершал законные операции, искажая данные об истинных владельцах пяти различных объектов недвижимости в районе Калгари. Банк заявил об ущербе от этой схемы в размере 30 миллионов долларов.
На своём веб-сайте Шори ответил: «Из сообщений СМИ мне стало известно, что я был упомянут в одном гражданском деле. Хочу заявить, что я ещё не был ознакомлен с исковым заявлением. Как только это произойдёт, я буду решительно защищаться от этих обвинений. Я не делал ничего неправомерного. Заявление Банка Монреаля было даже процитировано в Торонто стар сегодня вечером: „Мы не подаём иска о мошенничестве против него“. Я хочу лично поблагодарить многих избирателей, которые уже выразили свою поддержку мне и моей семье».

## Обвинение в нападении
В ноябре 2010 калгарийский диктор Кумар Шарма обвинил Шори в том, что тот разорвал на нём рубашку и ударил его кулаком в правую часть груди и левую часть нижней челюсти на танцполе во время вечеринки в загородном доме. Шори отрицал эти заявления и сам обвинил Шарму в нападении на него. Полиция расследовала ссору и не ни к кому не применила наказания.

## Результаты выборов
|  | Выборы                              | Число голосов | % голосов | ± п. п. |
|  | ----------------------------------- | ------------- | --------- | ------- |
|  | Канадские федеральные выборы (2011) | 23 556        | 56,86 %   | +5,33   |
|  | Канадские федеральные выборы (2008) | 18 917        | 51,53 %   | −13,33  |